# Tiangong 2
Tiangong 2 (chinois : 天宫二号 ; pinyin : tiāngōng èrhào ; litt. « palais céleste 2 ») est la seconde station spatiale chinoise lancée le 15 septembre 2016, et qui succède à Tiangong 1. La station spatiale a effectué une rentrée atmosphérique contrôlée le 19 juillet 2019, brûlant ainsi dans l'atmosphère.

## Caractéristiques
En 2008, le site officiel du bureau d'études chargé de la conception des vols habités donne une très brève description de Tiangong 2 indiquant qu'il est prévu que plusieurs missions habitées viennent s'y amarrer.
Ce deuxième laboratoire spatial chinois est conçu initialement comme le remplaçant de Tiangong 1 en cas d'échec lors du lancement ou de la mission. Leurs dimensions sont identiques. À la suite du succès de ce dernier, les Chinois modifient Tiangong 2 pour de nouveaux objectifs.
Selon la documentation officielle de la mission, Tiangong 2 mesure 10,4 mètres de long et 3,35 m de diamètre, 18,4 m de large une fois les panneaux solaires déployés. Il est composé de deux modules d'une masse de 8,6 tonnes, le module expérimental où les astronautes vivent et où se trouvent les charges utiles scientifiques, et le module de ressources avec entre autres le système de propulsion. Le périapside de son orbite est situé à 369 km d'altitude et son apoapside à 378 km.
Selon les responsables chinois en 2009, Tiangong 2 a une durée de vie de deux ans. La station peut être ravitaillée par des vaisseaux cargo sans pilote, chacun devant permettre son occupation par un équipage de deux personnes pendant une vingtaine de jours. L'équipage est acheminé par un vaisseau Shenzhou.

## Historique
Le lancement de la station, d'abord prévu en 2015, est retardé en raison du retard pris sur le développement du lanceur CZ-2F/G. Il a lieu le 15 septembre 2016 à 22 h 4 min 9 s (UTC+08:00) depuis la base de lancement de Jiuquan.
Shenzhou 11 décolle le 17 octobre 2016 vers Tiangong 2, emporté par une fusée Longue Marche 2F. L'équipage composé du général Jing Haipeng et de Chen Dong passe trente-trois jours dans la station et est le seul équipage de la station. Un micro-satellite, Banxing-2, est largué de la station et envoie des photos de l'ensemble Tiangong-Shenzhou.
Tiangong-2 est ravitaillé avec succès par le cargo Tianzhou 1 en avril 2017.
Sa rentrée atmosphérique a eu lieu le 19 juillet 2019. La station se désintègre ensuite au-dessus de l'océan Pacifique.